# João Vaz Corte-Real
João Vaz Corte-Real (mort el 1496) fou un navegant portuguès del segle xv al qual es vincula al descobriment de la Terra Nova do Bacalhau (literalment, Terra Nova del Bacallà), que alguns suposen era l'illa de Terranova, al voltant del 1472. A més a més s'especula amb què Corte-Real hauria organitzat d'altres viatges cap a la costa d'Amèrica del Nord, explorant les ribes dels rius Hudson i Sant Llorenç, i la península del Labrador.
Se sap que a João Vaz Corte-Real se li concedí l'illa de São Jorge, a les Açores, el 1472 i que la va mantenir fins al 1474, quan l'infanta Beatriu d'Aveiro el nomenà capità-donatari d'Angra, a l'illa Terceira. Des de 1483 també fou capità-donatari de l'Illa de São Jorge.
Gaspar Frutuoso, al seu llibre Saudades de terra, fet entre el 1570 i 1580 afirma que Corte-Real va descobrir la Terra Nova do Bacalhau. S' especula amb el fet que aquesta illa, no identificada de cap altra manera, podria ser Terranova. Frutuoso també afirmà que a Corte-Real se li concedí part de l'illa Terceira per aquest descobriment. Això contrasta amb la seva concessió contemporània, en què no s'indica res al voltant de cap descobriment. L'obra de Frutuoso és considerada per a molts historiadors plena d'errors. Amb tot, no es qüestiona la possibilitat d'haver-se realitzat el viatge, però degut a la manca de proves el descobriment no és més que una especulació.
Corte-Real va tenir set fills, alguns d'ells navegants de renom que es diu que l'acompanyaren en el viatge: Gaspar, Miguel, Vasco Anes, Lourenço, Joana, Íria i Isabel. Hi ha alguna evidència que suggereix que l'expedició fou una empresa conjunta entre els reis de Portugal i Dinamarca, i que Corte-Real va estar acompanyat pels mariners Didrik Pining i Hans Pothorst, així com John Scolvus, un navegat llegendari.